# Le Change
Le Change (en occitano Lo Chamnhe) era una comuna francesa situada en el departamento de Dordoña, de la región de Nueva Aquitania, que el uno de enero de 2017 pasó a ser una comuna delegada de la comuna nueva de Bassillac-et-Auberoche al fusionarse con las comunas de Bassillac, Blis-et-Born, Eyliac, Milhac-d'Auberoche y Saint-Antoine-d'Auberoche.

## Demografía
| Gráfica de evolución demográfica de Le Change entre 1800 y 2013 |
|                                                                 |

Los datos demográficos contemplados en este gráfico de la comuna de Le Change se han cogido de 1800 a 1999 de la página francesa EHESS/Cassini, y los demás datos de la página del INSEE.